# Volo American Airlines 320
Il volo American Airlines 320 era un volo di linea tra l'aeroporto internazionale di Chicago Midway e l'aeroporto LaGuardia di New York. Il 3 febbraio 1959 il Lockheed L-188 Electra operante il volo si schiantò contro l'East River durante la discesa, uccidendo 65 delle 73 persone a bordo. Le cattive condizioni meteorologiche a destinazione costrinsero l'equipaggio a scendere attraverso le nuvole fitte e la nebbia, ma l'aereo volò più in basso di quanto previsto dai piloti e si schiantò nel fiume ghiacciato a 4 900 piedi (1 500 m) prima della pista a una velocità di 140 nodi (260 km/h). American Airlines si serviva di questo tipo di aeromobile solo da due settimane prima dell'incidente.
Alcuni testimoni oculari dell'incidente dissero che l'aereo stava volando molto più in basso del normale rispetto agli altri aerei in avvicinamento all'aeroporto, mentre i membri dell'equipaggio di condotta sopravvissuti affermarono che la strumentazione dell'aereo gli stava dicendo che erano ad un'altitudine sicura fino al momento dell'impatto. Un'indagine del Civil Aeronautics Board concluse che le cause erano da ricercare negli errori dei piloti, nell'inesperienza dell'equipaggio nel pilotare questo tipo di aeromobile e le cattive condizioni meteorologiche. La conclusione è stata contestata dall'Air Line Pilots Association, che ritenne l'incidente causato solo dalla strumentazione difettosa e dalle condizioni meteorologiche avverse, non da errori commessi dall'equipaggio, piloti dotati di grande esperienza.

## L'incidente
L'American Airlines 320 era un volo di linea regionale tra Chicago e New York ed era operato da uno dei Lockheed L-188 Electra appena comprati dalla compagnia. Il primo volo fu il 23 gennaio 1959 e la compagnia offriva sei voli giornalieri di andata e ritorno tra New York e Chicago, con l'intenzione di aggiungere altre rotte una volta ottenuti nuovi aeromobili.
La sera del 3 febbraio 1959 era previsto un volo dall'aeroporto di Chicago-Midway, ma una bufera di neve ne ritardò la partenza. L'Electra poté finalmente decollare alle 21:54 EST, con 54 minuti di ritardo; fu uno degli ultimi voli a partire quella sera, prima che l'aeroporto venisse chiuso a causa della tempesta. A bordo c'erano 68 passeggeri e 5 membri dell'equipaggio e la durata prevista del viaggio era di un'ora e quarantadue minuti. La salita da Chicago e il volo verso l'area di New York furono tranquilli; l'aereo viaggiava a un'altitudine di crociera di 21 000 piedi (6,4 km) col pilota automatico.
Alle 23:34 il volo si avvicinò all'area di New York City. I controllori del traffico aereo dell'aeroporto LaGuardia informarono i piloti che il cielo era coperto, con una base delle nubi di 400 piedi (120 m) e una visibilità di 1,25 miglia (2 010 m). Il controllore ordinò al volo di procedere a nord dell'aeroporto e di prepararsi ad eseguire un avvicinamento diretto sull'East River per atterrare sulla pista 22. Alle 23:55, mentre l'aereo era a 2,8 miglia (4,5 km) dall'aeroporto, i controllori diedero al volo l'autorizzazione all'atterraggio sulla pista 22. L'equipaggio confermò rispondendo solo "320", e non vi furono ulteriori comunicazioni radio. Pochi istanti dopo l'Electra impattò contro la superficie dell'East River a circa 4 900 piedi (1 500 m) dalla pista, a una velocità di 140 nodi (260 km/h).
Un testimone a bordo di un rimorchiatore nelle vicinanze disse di aver visto l'aereo volare molto basso sul fiume prima di schiantarsi in acqua con un rumore tremendo. Un altro membro dell'equipaggio sullo stesso battello dichiarò di aver visto l'aereo finire in acqua e che pensava che l'Electra avesse colpito l'acqua con il muso. Un testimone in auto nei pressi del ponte di Whitestone descrisse l'aereo passare sopra di sé ad un'altitudine di circa 100 piedi (30 m). Non si accorse se il carrello di atterraggio fosse abbassato o meno, ma riuscì a vedere la pancia e le luci dell'aereo. I passeggeri sopravvissuti e i membri dell'equipaggio nella cabina principale affermarono che la discesa prima dell'incidente sembrava assolutamente normale e di routine. Le interviste ad un certo numero di residenti nella zona rivelarono che molti avevano sentito l'aereo e che sembrava stesse volando più basso del solito.
L'incidente fu il primo che coinvolse il Lockheed L-188 Electra, che aveva iniziato il servizio commerciale presso l'American Airlines nelle settimane precedenti. Fu il primo incidente significativo che coinvolse un aereo dell'American Airlines dopo lo schianto del volo American Airlines 327 il 6 gennaio 1957.

## Conseguenze
Un rimorchiatore privato proveniente dal New England stava navigando sul fiume vicino al luogo dell'incidente quando l'equipaggio della barca sentì l'impatto sull'acqua. L'equipaggio staccò le chiatte che stava rimorchiando e fu il primo ad arrivare sulla scena, illuminando l'area con il faro di bordo. Tutti e otto i sopravvissuti allo schianto furono salvati dal rimorchiatore, incluso un uomo recuperato a 4 piedi (1,2 m) sott'acqua. Almeno una dozzina di barche della Guardia Costiera e della polizia, oltre a due elicotteri della polizia, arrivarono pochi minuti dopo. I soccorritori sentivano le urla dei sopravvissuti, ma la scarsa visibilità dovuta alla nebbia e le rapide correnti del fiume resero estremamente difficile il recupero delle vittime e dei sopravvissuti. I soccorritori e i residenti nelle vicinanze dissero di aver sentito grida di aiuto da luoghi molto distanti dalla zona dell'incidente.
Le agenzie di pubblica sicurezza istituirono quattro stazioni di soccorso lungo il fiume per evacuare i superstiti, ma le ambulanze che trasportavano i feriti negli ospedali ebbero difficoltà a percorrere le strade ghiacciate. I sopravvissuti furono portati al Flushing Hospital e al Queens General Hospital, ma alcuni di essi morirono per le ferite riportate. Furono inoltre allestiti due obitori temporanei sulle sponde del fiume per sistemarvi le vittime.
Entro le 5:00 del mattino successivo furono recuperati almeno 9 sopravvissuti e localizzati 22 corpi, mentre altre 39 vittime erano ancora disperse. Il forte vento e la pioggia battente costrinsero i ricercatori a sospendere le operazioni di soccorso. La Croce Rossa di New York fornì sacche di gruppi sanguigni rari per aiutare i feriti. I corpi ritrovati furono portati al Queens General Hospital per l'identificazione, con l'assistenza di agenti dell'FBI e di 25 detective della città. Si servirono anche dei registri delle impronte digitali dai fascicoli dell'immigrazione, dell'identificazione personale e del servizio di guerra.
Dopo l'impatto, il relitto dell'aereo si era rotto in diversi pezzi, e quello più grande era una sezione di venti piedi della fusoliera. Dopo due ore, solo 3 piedi (0,91 m) della coda dell'aereo erano ancora visibili sopra la superficie dell'acqua. I ricercatori sulle barche e sulla riva raccolsero altri frammenti del velivolo, oggetti personali e posta che erano a bordo.
A Washington DC, il Civil Aeronautics Board (CAB) mandò immediatamente due investigatori non appena le autorità vennero a conoscenza dell'incidente e ordinò il sequestro dei registri della compagnia aerea. Il giorno successivo venne radunata e inviata un'ulteriore squadra di 25 investigatori. Al team fu assegnato il compito di indagare su tutti gli aspetti del volo, compreso il tempo, le operazioni di volo, i motori e le eliche, la strumentazione di volo e la struttura dell'aeromobile. Anche il procuratore distrettuale della contea di Queens, Frank O'Connor, avviò un'inchiesta su come avrebbero potuto essere migliorati i soccorsi, con l'obiettivo di istituire un sistema di barche addette al salvataggio per i due aeroporti della città. La commissione interstatale per l'energia e per il commercio estero chiamò il capo della Federal Aviation Agency per riferire sull'incidente in una sessione a porte chiuse nei giorni successivi all'incidente. Dopo la riunione di due ore e mezza, fu nominata una sottocommissione speciale della Camera per indagare sull'incidente e sui problemi di sicurezza complessivi sollevati dal passaggio agli aerei a reazione e turboelica.
Giorni dopo l'incidente alcune fonti iniziarono a riferire che c'erano sistemi di sicurezza che non erano stati predisposti all'aeroporto che avrebbero potuto aiutare a prevenire l'incidente. Un rappresentante della Air Line Pilots Association affermò che un sistema di luci lampeggianti noto come Electronic Flash Approach System avrebbe potuto aiutare il pilota a valutare la loro altitudine, se fosse stato installato. L'associazione chiese pure l'installazione di un sistema di atterraggio strumentale più completo che avrebbe guidato in aria gli equipaggi di volo che atterravano sulla pista 22 oltre al sistema già esistente che forniva una guida orizzontale. Tale sistema era già in funzione all'estremità opposta della pista a cui si stava avvicinando il volo. A quel tempo solo due aeroporti negli Stati Uniti erano dotati di un sistema del genere su entrambe le estremità di una pista. In una riunione del 5 febbraio i commissari della Port of New York Authority spiegarono che l'installazione di un sistema del genere sulla pista 22 era considerata molto difficile perché il sistema di illuminazione per l'avvicinamento avrebbe bloccato il corso d'acqua utilizzato dalle navi per raggiungere le banchine nel Queens.

## L'aereo

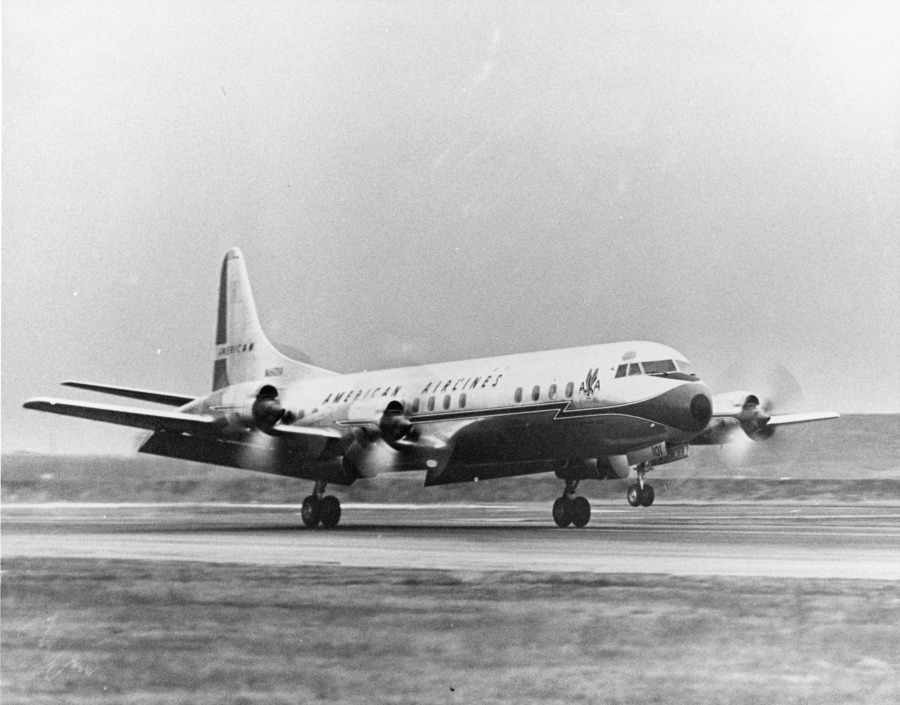
L'aereo coinvolto fotografato prima dell'incidente.

L'aereo era un Lockheed L-188 Electra a turboelica, numero di serie 1015 e numero di coda N6101A. Fu il primo Electra consegnato ad American Airlines. La costruzione fu completata dalla Lockheed Aircraft Corporation il 27 novembre 1958. Al momento dell'incidente l'aereo aveva volato per un totale di 302 ore. Era alimentato da quattro motori Allison 501-D13.
Reclamizzato come un velivolo efficiente, veloce e redditizio, l'Electra è stato il primo aereo turboelica ad essere prodotto negli Stati Uniti. Il primo aereo fu consegnato alla Eastern Air Lines nell'ottobre 1958, che iniziò ad operare voli commerciali con l'aereo il 1º gennaio 1959. L'American Airlines prese in consegna il suo primo Electra nel dicembre 1958 e il suo primo volo commerciale si svolse dodici giorni prima dell'incidente. Dopo lo schianto del volo 320, altri due Electra si schiantarono nei mesi successivi dopo aver subito catastrofici cedimenti strutturali; il volo Braniff 542 si schiantò nel settembre 1959 e il volo Northwest Orient Airlines 710 si schiantò nel marzo 1960. Entrambi gli incidenti provocarono la perdita di tutti gli occupanti a bordo. Dopo approfondite ricerche, la Lockheed identificò e corresse un difetto nei supporti del motore che aveva provocato i cedimenti strutturali degli altri due incidenti, ma la pubblicità negativa generata da tutti questi disastri, avvenuti in così poco tempo, portò a una perdita di fiducia del pubblico nella sicurezza del velivolo. Di conseguenza l'azienda produttrice ne costruì solo 174 esemplari.

## I passeggeri e l'equipaggio
Il volo trasportava 68 passeggeri e 5 membri dell'equipaggio, tutti residenti negli Stati Uniti. Dei 68 passeggeri ne sopravvissero 5; i corpi di due vittime non furono mai recuperati. Nello schianto morì uno dei due assistenti di volo e il comandante. Tra i passeggeri morti nello schianto c'era Beulah Zachary, produttrice esecutiva della serie televisiva Kukla, Fran e Ollie trasmessa dal 1947 al 1957. A bordo dell'aereo c'era anche Robert Emerson, professore di ricerca presso l'Università dell'Illinois, noto a livello internazionale per le sue ricerche sulla fotosintesi delle piante, e Herbert Greenwald, imprenditore edile di Chicago.
Il pilota del volo, il comandante Albert Hunt DeWitt, aveva 59 anni. Iniziò la sua carriera all'American Airlines nel 1929 volando per la Thompson Aeronautical Corporation di Cleveland, acquisita dall'American. Residente a Decatur, in Michigan, era qualificato per pilotare tutti gli aerei operati da American Airlines ed era considerato uno dei piloti commerciali più esperti al mondo, avendo volato per sette milioni di miglia. Aveva accumulato un totale di 28 135 ore di esperienza di volo, di cui 48 sul Lockheed Electra e 2 500 di tempo strumentale, e un tempo era uno dei piloti più attivi nell'area di New York. Aveva imparato a pilotare aeroplani a 24 anni. Nel 1930 era stato coinvolto in un incidente mentre stava sorvolando con un aereo postale Mishawaka, nell'Indiana, diretto a Chicago. Finito in una forte tempesta di neve, il suo aereo si bloccò ed entrò in testacoda, ma fu in grado di saltare fuori prima che il suo velivolo si schiantasse cadendo su un albero alto 75 piedi. Prima di entrare nell'American Airlines, lavorava come barnstormer in Indiana e in Michigan ed era stato istruttore per varie scuole e associazioni di volo negli anni '20. Prestò servizio in entrambe le guerre mondiali; nella prima guerra mondiale era un corriere, mentre durante la seconda funse da istruttore nelle scuole di volo di New York e Chicago. Aveva programmato di ritirarsi quel maggio, ma non sopravvisse allo schianto del volo 320. Come causa del decesso fu indicato l'annegamento, ma il medico legale dichiarò che aveva subìto delle gravi lesioni interne, che probabilmente l'avrebbero ucciso se non fosse annegato prima.
Il primo ufficiale, il trentatreenne Frank Hlavacek, risiedeva a Wilmette, nell'Illinois, ed era impiegato nell'azienda da otto anni. Aveva un totale di 10 192 ore di volo, di cui 36 nell'Electra. Volava da quando aveva 14 anni e aveva prestato servizio militare con le United States Army Air Forces nella seconda guerra mondiale. Prima di entrare in American Airlines possedeva una propria compagnia aerea con sede a La Jolla, in California. Dopo l'incidente aiutò due dei sopravvissuti a raggiungere i resti dell'ala dell'aereo, dove riuscirono a mettersi in salvo. Subì una frattura alla mascella e al bacino e si ruppe entrambe le gambe, il tutto sommato a lesioni interne, ma alla fine si riprese e tornò a lavorare per l'American Airlines.
L'ingegnere di volo, Warren Cook, aveva 36 anni e lavorava per l'American Airlines da undici anni. Contava un totale di 8 700 ore di volo, di cui 81 sull'Electra. Prestò servizio nell'United States Army Air Corps dal 1940 al 1945. Nell'incidente riportò gravi strappi muscolari alla schiena, tagli e contusioni. Una volta guarito tornò a lavorare all'American Airlines.

## Le indagini
Entro due ore dall'incidente gli investigatori interrogarono l'ingegnere di volo Warren Cook, il quale affermò che la discesa dell'Electra era assolutamente normale fino a quando l'aereo non colpì inaspettatamente l'acqua. Non furono in grado di interrogare immediatamente il primo ufficiale Frank Hlavacek a causa delle sue condizioni mediche, ma diversi giorni dopo disse agli investigatori che aveva nominato le altitudini indicate al comandante DeWitt durante la discesa con incrementi di cento piedi mentre si avvicinavano alla pista. Dichiarò che quando l'aereo colpì il fiume aveva appena nominato i cinquecento piedi  La dichiarazione di Cook agli investigatori, presa in modo indipendente in un ospedale separato, confermò che avevano colpito il fiume proprio mentre Hlavacek stava dicendo "cinquecento piedi".
Il recupero del relitto dell'aereo cominciò una volta migliorate le condizioni meteorologiche; il 25% dell'aereo fu recuperato entro il 5 febbraio e il 50% entro il giorno successivo. Il giorno dopo lo schianto le gru tentarono di far riemergere la fusoliera dell'aereo, ma ci riuscirono solo brevemente prima che si rompesse e la maggior parte ricadesse in acqua. La coda venne recuperata la sera del 5 febbraio, e alcuni articoli di giornale riportarono che il danno a quella sezione suggeriva che l'aereo avrebbe potuto essersi schiantato con il muso all'insù, come se il pilota avesse notato all'ultimo minuto che era ben al di sotto della pista. I sommozzatori vennero condotti sul posto per localizzare le sezioni mancanti dell'aereo sotto la superficie dell'acqua, ma i tentativi di recupero furono ostacolati da forti venti, forti correnti fluviali e acque torbide. Alcuni pezzi dell'aereo erano stati trascinati via dalle correnti e furono trovati a Northport, in Long Island, a più di trenta miglia di distanza. Ogni pezzo fu identificato, etichettato, ripulito e trasferito nell'hangar 9 del terminal marittimo dell'aeroporto LaGuardia. La sezione del muso e la cabina di pilotaggio furono recuperate il 7 febbraio. La cabina di pilotaggio venne recuperata in buone condizioni, con l'orologio a molla sul cruscotto ancora funzionante nonostante l'immersione nel fiume. Gli investigatori stimarono che ci sarebbero volute almeno due settimane per verificare che tutta la strumentazione avesse funzionato correttamente al momento dell'incidente. Secondo i primi rapporti dell'indagine le condizioni delle superfici di controllo del volo rivelavano che al momento dell'impatto l'aereo non era impegnato in una virata brusca o in picchiata quando colpì l'acqua.
Il 9 febbraio la Federal Aviation Agency annunciò che sarebbero state messe in atto delle restrizioni per l'atterraggio di Lockheed Electra in caso di maltempo. Le restrizioni aumentarono le condizioni minime di visibilità richieste per l'atterraggio in condizioni sfavorevoli. Nelle comunicazioni con gli equipaggi di volo, sia American Airlines che Eastern Airlines descrissero le restrizioni solo come temporanee, probabilmente della durata di pochi giorni. Lockheed Aircraft Corporation espresse il suo disappunto per le nuove restrizioni, ma accettò di collaborare con l'indagine nella massima misura. Il giorno seguente l'Agenzia fece marcia indietro e disse che gli Electra avrebbero potuto riprendere a volare normalmente se avessero sostituito i nuovi altimetri con i vecchi modelli. Entrambe le compagnie aeree decisero di sostituire immediatamente gli altimetri come misura precauzionale. L'Agenzia estese l'ordine includendo il requisito di sostituire pure gli altimetri moderni installati sui Boeing 707.

Un'illustrazione di un tipo nuovo di altimetro, con un singolo ago e tamburi rotanti per mostrare un'altitudine di 6000 piedi.

Un'illustrazione di un altimetro a tre lancette vecchio stile che mostra un'altitudine di 10180 piedi.

Gli altimetri utilizzati sull'aereo erano stati uno dei primi obiettivi delle indagini. Le unità che Lockheed aveva usato nei suoi turboelica Electra erano di uno stile diverso da quello in uso nei vecchi velivoli a pistoni. Il tipo più vecchio utilizzava tre lancette di lunghezze diverse per indicare l'altitudine dell'aereo, ma il nuovo design combinava un ago che mostrava centinaia di piedi e un display rettangolare con numeri stampati su tamburi rotanti che indicavano le migliaia di piedi. La Kollsman Instrument Corporation, che costruì entrambi i modelli, descrisse quello nuovo come un "altimetro a tamburo di precisione" e disse che era stato "sviluppato come risultato di uno studio di ingegneria umana effettuato dall'Aero Medical Laboratory, da un anonimo Ente governativo, e su iniziativa dell'Air Force, principalmente per soddisfare le esigenze di un volo più veloce." L'Air Force aveva avuto numerosi problemi con i vecchi altimetri, con i quali i suoi piloti commettevano errori di 10 000 piedi. I piloti addestrati sul nuovo velivolo riportarono diversi casi in cui avevano letto male l'altitudine sui nuovi altimetri, causando una lettura errata dell'altitudine del velivolo fino a 1 000 piedi. A causa della confusione, i primi rapporti affermavano che la compagnia aerea aveva pianificato l'installazione di un terzo altimetro aggiuntivo del vecchio tipo al centro del pannello del pilota, pur continuando a utilizzare i nuovi altimetri. Anche i piloti della Eastern Airlines che avevano pilotato l'Electra si lamentavano del nuovo tipo di altimetro, affermando che non solo si potevano interpretare erroneamente, ma tendevano a rimanere indietro rispetto al vecchio modello. Quella compagnia aerea aveva installato un terzo altimetro vecchio stile nelle loro cabine di pilotaggio. L'American Airlines difese il nuovo altimetro, definendolo "un altimetro nuovo e di gran lunga superiore con gradazioni più fini" e negò di aver ricevuto lamentele con la strumentazione. Riconobbe che aveva pianificato di installare un terzo altimetro nelle cabine di pilotaggio, ma disse che la terza unità era progettata per essere un modello di tipo nuovo. Al momento dell'incidente l'aereo del volo 320 aveva ancora solo i due altimetri originali.
Il 18 marzo 1959 fu aperta un'udienza investigativa del CAB a New York. Testimoniando davanti al consiglio, il primo ufficiale Hlavacek confermò le informazioni che aveva fornito nelle sue precedenti interviste e dichiarò che lui e gli altri membri dell'equipaggio avevano controllato più volte i loro altimetri durante il volo, anche quando sorvolarono Newark, nel New Jersey, e il suo altimetro e quello del pilota riportavano misurazioni molto simili. Disse che al momento dello schianto il pilota aveva utilizzato il pilota automatico con parziale controllo manuale durante l'avvicinamento, e aggiunse anche che si era formato del ghiaccio nella parte superiore del parabrezza, ma non venne considerato grave. Riferì di non aver visto alcun segno della pista attraverso il parabrezza anteriore, ma vide alcune luci rossastre che lampeggiavano dai suoi finestrini laterali appena prima dell'impatto. La commissione investigativa confrontò l'ingegnere di volo Cook con le trascrizioni di un interrogatorio che aveva rilasciato subito dopo l'incidente, in cui affermava che l'altimetro del velivolo aveva mostrato meno di cento piedi al momento dell'impatto, ma in seguito disse che mostrava cinquecento piedi. Cook dichiarò che in quel momento era in stato di shock e che nella sua mente aveva pensato che le cifre dell'indicatore a tamburo segnassero cento piedi invece di mille. Confermò di aver attivato il sistema antighiaccio prima che l'aereo iniziasse scendere e confermò che il pilota stava usando il pilota automatico per guidare l'aereo durante la discesa. Disse che aveva volato con il comandante Dewitt dal 1951, che lo conosceva bene, e che era consuetudine del pilota usare il pilota automatico per scendere fino a circa 400 piedi sopra la pista, quando sarebbe passato al controllo manuale. Testimoniò pure di non aver visto altro che oscurità attraverso il parabrezza fino al momento dello schianto.
Gli investigatori portarono gli altimetri recuperati dal luogo dell'incidente all'officina per la strumentazione dell'aeroporto La Guardia per un esame dettagliato. Il 26 febbraio un articolo del Chicago Tribune riportava che, dopo essere stati ripuliti da corrosione, acqua e sporco, gli altimetri erano stati testati in una camera a pressione. Secondo l'articolo entrambi i dispositivi funzionavano normalmente fino a 1 000 piedi sopra il livello di pressione del suolo, ma al di sotto dei 1 000 piedi si bloccavano o ritardavano considerevolmente le misurazioni. Tuttavia, in una testimonianza ufficiale rilasciata al Board, il produttore degli altimetri aveva presentato un rapporto al consiglio che affermava che secondo le indagini condotte da loro stessi gli strumenti non avevano avuto alcun guasto meccanico o malfunzionamento prima dell'incidente. Quando furono recuperati dall'acqua, gli strumenti del pilota e del copilota avevano indicato rispettivamente −1 500 piedi e −1 640 piedi, degli errori causati da danni dovuti alla pressione dell'acqua. Interrogato, l'investigatore riconobbe che non c'erano mezzi per determinare ciò che gli altimetri mostravano al momento dell'impatto. Secondo un'altra testimonianza, il direttore del volo dell'American Airlines aveva detto che lo stesso malfunzionamento a due diversi altimetri contemporaneamente era "quasi matematicamente impossibile". Il CAB sentì poi gli esperti della Lockheed Aircraft Corporation che avevano tentato di riprodurre un errore di 500 piedi nell'altitudine riportata causato dall'accumulo di ghiaccio nelle linee di pressione dell'aria. Pilotarono un Electra dietro un'autocisterna dell'Aeronautica che emetteva degli spruzzi d'acqua, la quale avrebbe a sua volta formato del ghiaccio, per vedere se potevano causare l'intasamento della linea di pressione. In altri test la tapparono, influenzarono l'apertura di varie apparecchiature e addirittura un meccanico spruzzò un getto d'acqua direttamente nel dispositivo. Nessuno dei test riuscì a replicare l'errore di 500 piedi riportato dai piloti, arrivando al massimo a quaranta o cinquanta piedi.
Nel tentativo di determinare perché l'equipaggio dell'Electra non avesse visto la pista davanti a sé, il CAB pose qualche domanda a due piloti di un DC-3 della Northeast Airlines atterrato al La Guardia un minuto o due prima dell'N6101A (l'aereo dell'incidente). Testimoniarono che non avevano avuto problemi a scendere sotto i 400 piedi di nuvole fitte e che potevano vedere l'intera pista lunga un miglio davanti a loro. Tuttavia, gli interrogatori ai sopravvissuti all'incidente e ai membri dell'equipaggio del rimorchiatore di salvataggio suggerivano che al momento dell'incidente sopra il fiume fosse presente una chiazza isolata di nuvole a bassa quota e nebbia.

### Conclusioni
Il CAB pubblicò un rapporto finale sull'incidente il 10 gennaio 1960. Gli investigatori conclusero che l'equipaggio si era preoccupato degli aspetti del volo e aveva trascurato di monitorare gli strumenti di volo essenziali durante la discesa, portando a una discesa prematura al di sotto dei minimi standard per l'atterraggio. All'incidente contribuirono anche altri fattori, come la limitata esperienza dell'equipaggio con questo tipo di aeromobile, una tecnica di avvicinamento difettosa in cui l'autopilota era abituato o quasi alla superficie, un'errata impostazione dell'altimetro del pilota, condizioni meteorologiche marginali nella zona di avvicinamento, una possibile interpretazione errata dell'altimetro e degli indicatori di velocità di discesa sull'aeromobile, e l'illusione sensoriale dell'equipaggio rispetto all'altezza e all'altitudine derivanti dalla mancanza di riferimenti visivi. Il CAB criticò la compagnia aerea della mancanza di un adeguato addestramento al simulatore per il Lockheed Electra prima di metterlo in servizio passeggeri e raccomandò alla FAA che tutti i grandi velivoli a turbina utilizzati nel trasporto aereo dovessero essere dotati di un registratore di volo.
Gli investigatori recuperarono oltre il 90% dei componenti strutturali primari del velivolo e la maggior parte dei componenti della strumentazione di volo. Scoprirono che al momento dell'impatto i flap erano approssimativamente nella posizione di atterraggio, il carrello era esteso e gli angoli delle pale dell'elica erano relativamente uniformi e coerenti con le letture di potenza ottenute dagli strumenti di volo recuperati e corrispondenti con le testimonianze dell'equipaggio in merito alla potenza utilizzata durante l'avvicinamento. Tuttavia non recuperarono alcuno dei due meccanismi dell'indicatore di velocità verticale. Furono recuperati entrambi gli altimetri, ma poiché i diaframmi di entrambi erano stati sovraccaricati dall'immersione in acqua, risultò impossibile stabilire la calibrazione o la precisione di entrambi gli altimetri prima dello schianto.
Gli investigatori richiesero agli impiegati dell'American tutti i registri di manutenzione, compresi i reclami dei piloti di tutti gli operatori, civili e militari, sul tipo di altimetro utilizzato sul volo 320. Nessuno degli incidenti segnalati coinvolgeva più di uno degli altimetri installati alla volta e, dopo aver esaminato la possibilità di un guasto simultaneo in entrambi gli apparecchi, il CAB affermò che ciò avrebbe comportato un'improbabilità matematica così estrema da indurlo a respingere quella teoria, così come rigettare parti della testimonianza dei membri dell'equipaggio sopravvissuti. Oltretutto concluse che, dopo aver considerato tutti i possibili scenari, era anche improbabile che si fosse guastato solo uno degli altimetri. Sulla base di testimonianze oculari e analisi del punto di impatto, il CAB concluse che era probabile che uno o più piloti avessero letto male l'altimetro a causa della loro non familiarità con il nuovo modello. Disse anche che esisteva la possibilità che l'equipaggio avesse letto male gli indicatori di velocità verticale, che utilizzavano una scala diversa da quella utilizzata negli aerei più vecchi o nell'addestramento ricevuto dal comandante DeWitt.
Il CAB scrisse che tutte le luci necessarie dell'aeroporto, ai suoi confini e della pista erano accese e funzionanti al momento dell'incidente. Tuttavia, poiché le luci erano inclinate verso l'alto tra i tre e i cinque gradi, e a causa di una diga situata tra la fine della pista 22 e l'acqua, il CAB affermò che non sarebbero state visibili all'equipaggio per via della discesa prematura del velivolo al di sotto del livello delle nuvole.
Le conclusioni del CAB vennero aspramente criticate dal presidente dell'Air Line Pilots Association, che definì il rapporto "gravemente impreciso sotto diversi aspetti", e che non era riuscito a spiegare in modo soddisfacente il motivo dell'incidente ipotizzando fattori che non erano stati chiariti. Disse che i piloti dell'American Airlines si erano uniti per protestare contro il rapporto, dicendo che "calunniava e accusava ingiustamente" i membri dell'equipaggio dell'aereo, e mirava a "scrivere convenientemente l'incidente dai libri" piuttosto che determinare con precisione una causa. Secondo lui, e a giudizio dell'ALPA, l'incidente era il risultato di condizioni meteorologiche marginali, di un avvicinamento inadeguato e di ausili di illuminazione all'aeroporto insufficienti. Il primo ufficiale Frank Hlavacek si dichiarò "furioso" per il rapporto del CAB, dicendo che il Board aveva cercato di prendere la via più facile incolpando un comandante morto. Sperava che American Airlines avrebbe protestato contro il rapporto.

## Ulteriori indagini
Il 6 febbraio 1959 fu nominato uno speciale sottocomitato della Camera per indagare sugli incidenti e sui problemi di sicurezza generale che l'industria aeronautica stava vivendo durante la transizione dagli aerei a pistoni agli aerei a reazione e turboelica. Il sottocomitato era guidato dal rappresentante John Bell Williams del Mississippi, un ex pilota di bombardieri della seconda guerra mondiale. Il rappresentante Oren Harris dell'Arkansas affermò che il sottocomitato avrebbe esaminato la strumentazione utilizzata sul nuovo velivolo e l'addestramento degli equipaggi. I cinque membri del sottocomitato visitarono il campo LaGuardia il 12 febbraio e ispezionarono la pista dove il volo 320 sarebbe dovuto atterrare, ma non vollero discutere pubblicamente dei risultati della loro indagine. A marzo il comitato annunciò che stava conducendo delle indagini sulla Federal Aviation Agency per aver nascosto le informazioni richieste dal comitato sulle difficoltà incontrate con il nuovo tipo di altimetro utilizzato nei Lockheed Electra e nei Boeing 707.
Durante le sedute della sottocommissione aeronautica della Commissione del Commercio del Senato nel gennaio 1960, il direttore della sicurezza del CAB testimoniò che se la pista al LaGuardia fosse stata dotata di luci potenti, "l'incidente probabilmente non si sarebbe verificato". Sostenne anche che era necessario un maggiore addestramento dei copiloti di aerei e l'installazione dei registratori di volo elettronici negli aerei per facilitare le indagini su tali disastri. A seguito della testimonianza, tre dei senatori del sottocomitato chiesero l'installazione di moderni sistemi di illuminazione all'aeroporto di Chicago-Midway e in altri campi di atterraggio, e l'attuazione dei requisiti per la certificazione dei copiloti sull'aeromobile che pilotavano. Elwood Richard Quesada, amministratore della Federal Aviation Agency, testimoniò che il governo si era impegnato a pagare il 75% del costo per installare luci ad alta intensità e avvicinamenti radar a La Guardia prima dell'incidente, ma che i funzionari dell'aeroporto avevano rifiutato di pagare il 25 per cento richiesto per la cooperazione locale.